# Occidentalia
Occidentalia é um gênero de mariposa pertencente à família Crambidae.